# Harold St. John
Harold Bernard Saint John (ur. 16 sierpnia 1931 w Christ Church, zm. 29 lutego 2004 w Bridgetown) – polityk Barbadosu, premier kraju, z wykształcenia prawnik.

## Zarys biografii
Od 1959 działał w Partii Pracy Barbadosu, był wieloletnim parlamentarzystą (1964-1966 i 1971-1976 w Senacie, 1966-1971 i od 1976 w Zgromadzeniu Narodowym). Od 1976 wchodził także w skład rządu, zajmując kluczowe w Barbadosie stanowiska ministra handlu i turystyki. Pełnił także funkcję wicepremiera. W 1985, po śmierci dotychczasowego premiera, J. M. G. Adamsa, przejął jego urząd. Krótki okres sprawowania funkcji szefa rządu przez St. Johna upłynął głównie na walce o pozycję Barbadosu w polityce ekonomicznej krajów karaibskich, a także utarczkach wewnątrzpartyjnych w Partii Pracy Barbadosu. W efekcie tych ostatnich partia przegrała wybory w 1986.
Kilka lat po zakończeniu pracy w rządzie otrzymał tytuł szlachecki „Sir” i używał od tego czasu imienia Harold (wcześniej był znany pod drugim imieniem Bernard).